# 가봉군
가봉군(프랑스어: Forces armées gabonaises)은 육군, 해군, 공군, 그리고 약 5,000명의 인원으로 구성된 국가 헌병대로 나뉘는 가봉의 국가 전문 군대이다. 그 군대는 잘 훈련되고, 가봉 대통령을 경호하는 1,800명의 구성원 경호원을 포함한다.

## 조직

### 육군
가봉 육군(프랑스어: Armée de terre gabonaise)은 보병과 기계화 정찰을 전문으로 하는 군대의 토지 구성 요소이다. 주로 21번째 BIMA의 2중대인 프랑스 식민지 군대에서 복무했던 부사관 출신의 레옹 음바 대통령의 명령에 의해 1960년 12월 6일에 만들어졌다. 독립 이후, 가봉은 주로 기술 지원과 훈련에 관한 프랑스와 국방 협정을 맺었다. 1964년 6월까지, 가봉 육군 참모총장의 직함은 프랑스 육군의 고위 장교가 맡았다. 1962년에 오웬도의 군사 캠프에서 바 오마르 중위가 지휘하는 가봉군 여성 보조 부대가 만들어졌다. 음바 대통령은 그가 방위군의 여성 참모들을 만났던 이스라엘 텔아비브 방문 이후 그 계획을 홍보했다.

## 기타 보안군

### 국가 헌병대
가봉 국가 헌병대(프랑스어: Gendarmerie nationale gabonaise)는 가봉의 법 집행을 담당하는 국가 경찰이다. 1960년 3월 10일 이전 프랑스령 적도 아프리카였던 가봉이 프랑스로부터 독립하면서 형성되었다. 프랑스령 적도 아프리카의 총독 펠릭스 에보우에가 지휘한 1929년 리브르빌 헌병대에서 유래되었다. 헌병대의 주요 임무는 국가의 국경을 방어하고, 공공의 안전을 보장하며, 사법 및 정부 당국에 의해 취해진 조치를 시행하는 것이다. 국가 헌병대는 가봉 대통령의 직접적인 지휘 아래에 있다.